# 濱田瞳
濱田 瞳（はまだ ひとみ、1990年8月17日 - ）は、青森県出身の元女子競輪選手。日本競輪選手会青森支部所属、ホームバンクは青森競輪場。日本競輪学校（当時。以下、競輪学校）第106期生。師匠は高谷雅彦（67期）。

## 経歴
小学校1年から中学校3年まで剣道をしており、青森商業高校に進学してから自転車競技を始めた。法政大学に入学後も自転車競技を続けていたが、経験を生かすため大学を休学しガールズケイリン選手を目指したという。
2012年12月20日、競輪学校第106回技能試験に合格。在校競走成績は11位（4勝）。
2014年5月14日、武雄競輪場でデビューし6着。初勝利は同年5月16日の武雄競輪場で挙げた。
2018年2月6日引退。